# Station Gardanne
Station Gardanne is een spoorwegstation in de Franse gemeente Gardanne op de lijn van Lyon-Perrache naar Marseille-Saint-Charles via Grenoble. Het wordt bediend door de treinen van de TER Provence-Alpes-Côte d'Azur .
In dit station takt een goederenlijn af naar Peynier-Rousset.